# Pont de Vantage
Le pont de Vantage (anglais : Vantage Bridge) est un pont en arc franchissant le Columbia près de Vantage dans l'État de Washington.

## Liens externes

Panorama sur une partie l'Interstate 90, près du pont de Vantage qui passe au-dessus du fleuve Columbia.